# Aeropuerto de Cravo Norte
El aeropuerto de Cravo Norte (IATA: RAV, OACI: SKCN) es un aeropuerto que sirve al pueblo de Cravo Norte en el departamento de Arauca en Colombia.
El aeropuerto está ubicado a un kilómetro al norte de la ciudad. El aeropuerto tiene una pista de aterrizaje de asfalto que mide 1.000 metros con 122 metros de pista de desuso en su lado noreste.